# Le Duel à la tulipe
Le Duel à la tulipe (dit aussi Folie tulipière) est une peinture à l'huile sur toile réalisée par le peintre français Jean-Léon Gérôme en 1882. Elle représente un champ de tulipes avec des hommes en armes. Il est inspiré de la « tulipomanie » du XVIIe siècle aux Pays-Bas. Elle est conservée au Walters Art Museum de Baltimore (Maryland) aux États-Unis.

## Contexte
Gérôme choisit comme thème de travail l'époque de la « tulipomanie » qui secoue les Pays-Bas et la majeure partie de l'Europe au XVIIe siècle. Les tulipes importées en 1559 par Konrad Gessner à Augsbourg en provenance de Turquie deviennent une marchandise précieuse aux Pays-Bas, et en particulier à Haarlem, le centre industriel du pays, au XVIe siècle. En 1636-1637, la manie des tulipes est à son apogée : la spéculation conduit au fait que, dans certains cas, le prix d'un bulbe atteint des sommes importantes. Cependant, le marché s'effondre, ce qui touche les spéculateurs. La tulipomanie est connue comme la première bulle financière de l'histoire. Ce qui donne lieu à de nombreuses anecdotes historiques colorées, telles que des histoires sur la patrouille des champs de tulipes par des soldats armés et le piétinement des bulbes pour réguler l'offre et augmenter les prix. Cette intrigue, selon les critiques, a été utilisée par Gérôme sous l'influence du roman La Tulipe noire d'Alexandre Dumas, publié en 1850. Il est également possible que Gérôme fasse référence à l'effondrement économique de 1873, la première récession internationale causée par la spéculation boursière.

## Composition

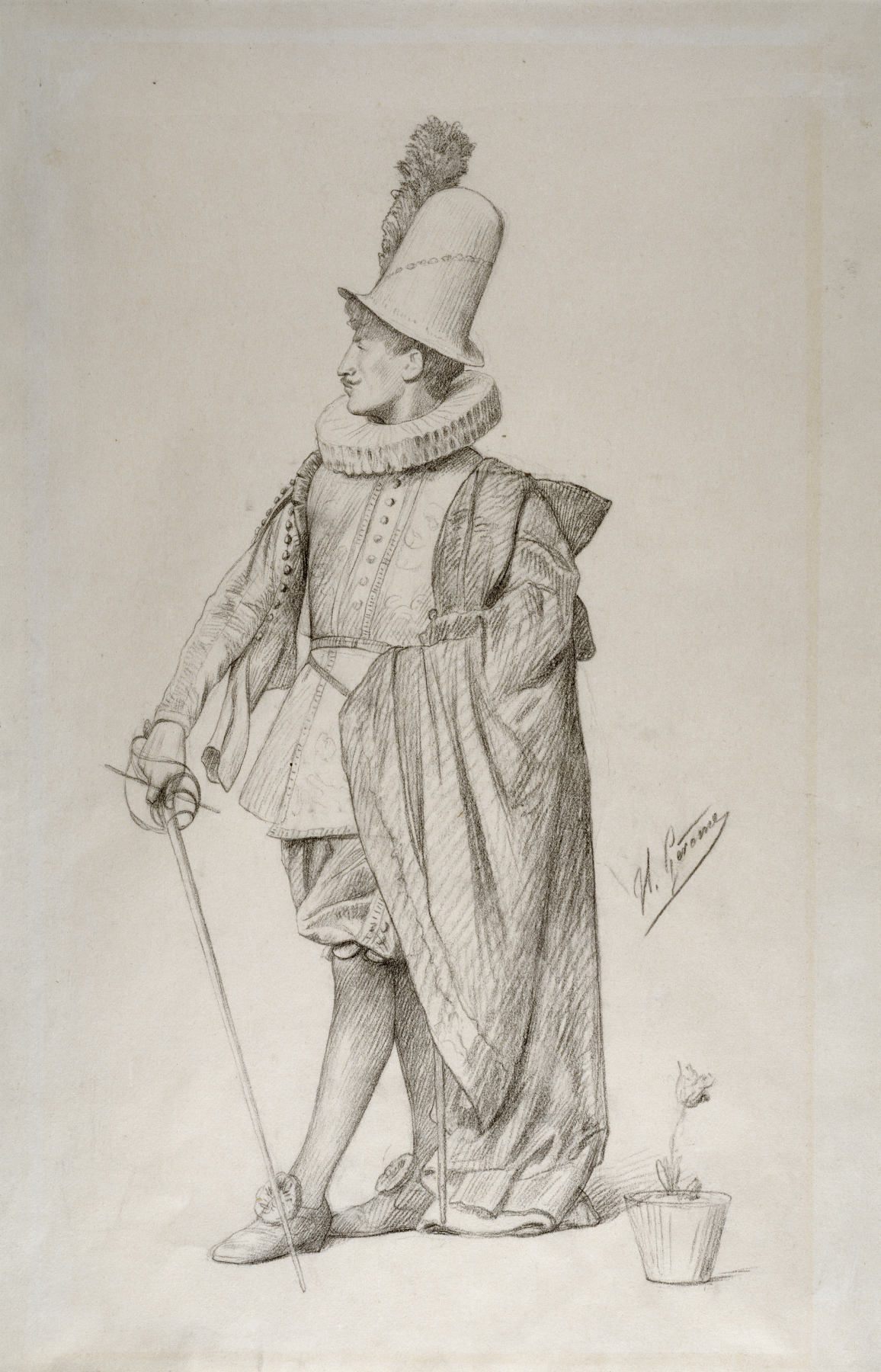
Croquis de Gérôme pour le tableau.

Le tableau est peint à l'huile sur toile et ses dimensions sont de 65,4 × 100 cm. Le bas, à droite du centre de la toile, comporte une signature : J. L. Gérôme.
Sur le chemin adjacent aux rangées de parterres rectangulaires de tulipes de couleurs écarlate, rose, violette et autres, se dresse un vaillant aristocrate, qui porte sur sa tête, décrit par la critique comme « dandy du XVIIe siècle »,  un chapeau cylindrique en feutre gris au plumage noir, et lui-même est vêtu d'un doublet brun avec des manches en soie bleue et une fraise blanche, un pantalon brun clair et d'un manteau en velours noir.
L'aristocrate protège de son épée un pot de tulipes en fleur, apparemment d'une variété rare, l'aristocrate est rejoint par deux soldats qui se précipitaient vers lui dans des Morion et des plastrons en acier et de hautes bottes. En arrière-plan, d'autres soldats sous le commandement d'un officier à cheval piétinent des champs de tulipes. Derrière, on peut voir plusieurs maisons de Haarlem aux toits rouges d'une vue plutôt terne, au-dessus de laquelle  une haute tour étroite couronnée d'une flèche - le clocher de l'église Saint-Bavon.

## Histoire
Pendant un certain temps, la toile appartint à Mary Jane Morgan (1830-1885, épouse du magnat des chemins de fer Charles Morgan). Après sa mort, une vente aux enchères de sa collection a lieu à New York en mars 1886 sur 10 jours. Le Duel à la tulipe est vendu 6 000 $. En 1912, lors de la vente de la propriété d'Hermann Schause à New York, le tableau est acheté par Thomas Futher pour 1 650 $. En 1923, l'œuvre est passée en cadeau de sa fille Mme Kefas G. Glass, à sa fille Mme Cyril W. Keane. En 1983, elle fait don du tableau au Walters Art Museum de Baltimore (Maryland, États-Unis).